# داوود و جاناتان (رامبرانت)

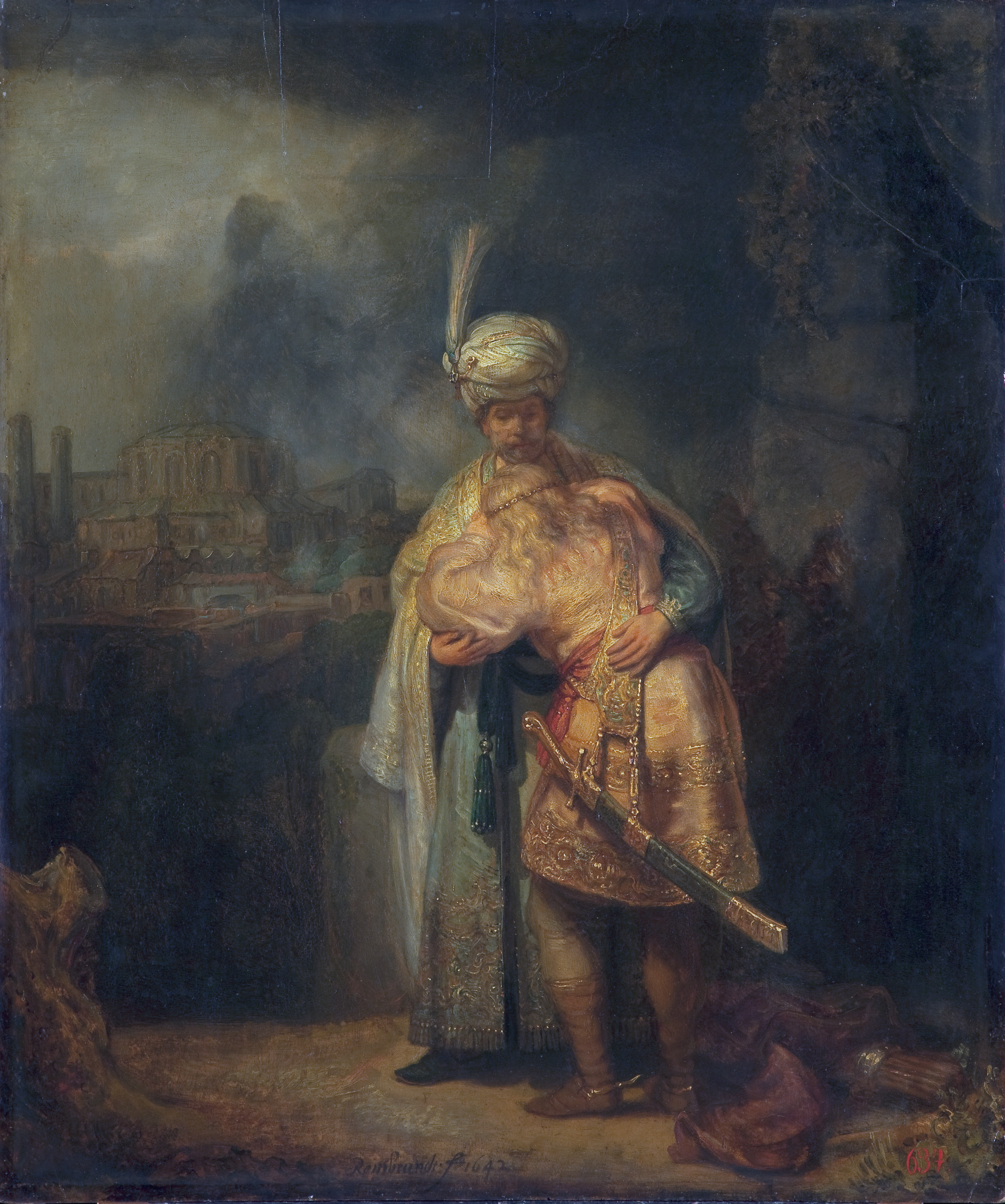
رامبرانت، داوود و جاناتان (1642)، ۷۳ × ۶۱٫۵ سانتی‌متر. موزه ارمیتاژ، سنت پترزبورگ

داوود و جاناتان (به انگلیسی: David and Jonathan) نقاشی رامبرانت نقاش هلندیست که در سال ۱۶۴۲ کشیده شده است و اکنون در مجموعه موزۀ ارمیتاژ در سنت پترزبورگ روسیه قرار دارد. یکی از آثاریست که روی بلوط نقاشی شده است و به همراه مجسمۀ هلنیستی که در سال ۱۸۵۰ به دست آمد، ونوس د تاوریدا، که ارمیتاژ مجموعه خود را با آن در سال ۱۸۸۲ آغاز کرد.
موضوع از کتاب اول سموئیل (۲۰: ۳۵-۴۲) گرفته شده است. داوود از دوستان نزدیک جاناتان، پسر شائول پادشاه بود. شائول به داوود مشکوک بود که آرزوی تاج و تخت اسرائیل را دارد، به این ترتیب قصد کشتن داوود را داشت اما زمانی که یوناتان از قصد پدرش مطلع شد، داوود را از خطر آگاه کرد. جاناتان به او توصیه کرد که فرار کند، اگرچه داوود در کنار سنگی ازل، جایی که آخرین ملاقات آنها در آنجا برگزار شد، پناه گرفت. اورشلیم در پس‌زمینه سمت چپ — درخشان — به تصویر کشیده شده است و تیری از تیرها در پای داوود به عنوان سلاح‌هایی که یوناتان پس از پیروزی بر جالوت به داوود داده تفسیر می‌شود (اول سموئیل ۱۸: ۱-۴).
رامبرانت جاناتان را در حالی به تصویر می‌کشد که داوود را در آغوش خود گرفته است. در حالی که دومی بی‌اختیار گریه می‌کند: «و جاناتان داوود را وادار کرد که دوباره به عشقش به او قسم بخورد، زیرا او را همانطور که روح خود را دوست داشت دوست می‌داشت.» (‏۱ سموئیل ۲۰:‏۱۷)‏ داوود جوان نمی‌تواند اندوه خود را مهار کند. جاناتان که سال‌ها بالغ‌تر است، اشک‌هایش را نگه می‌دارد، اگرچه چهره‌اش حکایت از اندوه عمیق دارد. مضامین عشق و رنج در قلب داستان کتاب مقدس که در این نقاشی ثبت شده است نهفته. رامبرانت این تصویر را بلافاصله پس از مرگ همسر محبوبش ساسکیا ترسیم کرد و شاید موضوع آن با احساسات خود او مرتبط باشد.
ارمیتاژ شامل آثار دیگری از رامبرانت مانند فلورا (۱۶۳۴)، نزول صلیب (۱۶۳۴)، قربانی اسحاق (۱۶۳۵)، خانواده مقدس با فرشتگان (۱۶۴۵)، و بازگشت پسر مسرف (۱۶۶۸-۱۶۶۸) است.